# 加布里埃尔·普瓦
加布里埃尔·普瓦（法語：Gabriel Poix，1888年11月8日—1946年1月23日），法国男子赛艇运动员。他曾代表法国参加1912年和1920年夏季奥林匹克运动会赛艇比赛，其中1920年奥运会获得一枚银牌。